# Кирпань Володимир Петрович
Володимир Петрович Кирпань (нар. 2 квітня 1925 — пом. 21 квітня 1978) — радянський композитор.
Народився у селі Глинськ Сумської області. Закінчив Київську консерваторію (1953, клас Б. Лятошинського). В 1960—1964 старший викладач кафедри композиції й інструментування Київської консерваторії. З 1964 жив у Москві.
Автор оркестрових сюїт, увертюр тощо, музики до українських фільмів: «Блакитна стріла» (1958), «Як посварилися Іван Іванович з Іваном Никифоровичем» (1959).